# أولاغان
أولاغان هي قرية في مقاطعة نمين، إيران. عدد سكان هذه القرية هو 114 في سنة 2006.